# Fritz Walter
Friedrich "Fritz" Walter, född den 31 oktober 1920, död den 17 juni 2002, var en tysk fotbollsspelare.
Walter debuterade i landslaget redan 1940 men kriget satte stopp för vidare spel under lång tid framöver. Walter deltog själv i andra världskriget. Efter kriget återupptogs landslagsspel och Walter växte fram som den store spelaren under de första efterkrigsåren i det västtyska landslaget och i klubblaget 1. FC Kaiserslautern. Fritz Walter var lagkapten för det västtyska landslag som vann fotbolls-VM 1954. 
Efter den aktiva karriären har Walter funnits kvar inom fotbollen och han har bland annat arbetat med olika typer av stiftelser med anknytning till fotboll. 1. FC Kaiserslauterns hemmaplan bär Walters namn.
Fritz Walter-medaljen delas ut som en hyllning till Walter.

## Meriter
- 61 A-landskamper/33 mål (1940-1958)

- VM-slutspel: 1954, 1958
  - VM-guld: 1954
  - VM-semifinal 1958
- Tysk mästare 1951, 1953